# Hemihyalea schausi
Hemihyalea schausi är en fjärilsart som beskrevs av Rothschild 1935. Hemihyalea schausi ingår i släktet Hemihyalea och familjen björnspinnare. Inga underarter finns listade i Catalogue of Life.